# Одного разу під Полтавою (сезон 1)
Перший сезон серіалу Одного разу під Полтавою, українського сіткому, який створено студією «Квартал-95» для телеканалу ТЕТ. Прем'ера відбулася 28 жовтня 2014. Студія «Drive Production» також займається продюсуванням Одного разу під Полтавою. Сезон вміщає 8 епізодів і виходив по 5 листопада 2014.

## В ролях

### Головні дійові особи
- Ірина Сопонару в ролі Яринки.
- Юрій Ткач в ролі Юрчика.
- Віктор Гевко в ролі Віті (кума Юрчика і Яринки).
- Олександр Теренчук в ролі Сашка (дільничого).
- Анна Саліванчук в ролі Віри (продавчині сільмагу) .
- Олександр Данильченко в ролі діда Петра.

### Другорядні дійові особи
- Юрій Рудченко в ролі майора міліції.
- Володимир Шумко в ролі сусіда Толі.
- Вікторія Зубрейчук в ролі сусідки дружини Панасюка.
- Олександр Пікалов в ролі байкера.

## Перелік серій
| Номер взагалі | Номер в сезоні | Назва                | Режисер        | Сценарист(и)      | Дата показу      | Опис |
| ------------- | -------------- | -------------------- | -------------- | ----------------- | ---------------- | --- |
| 1             | 1              | Зошит                | Андрій Бурлака | Чингіс Мазінов    | 28 жовтня 2014   | Яринка хоче урізноманітнити своє особисте життя за допомогою дільничного, а Юрчик з Кумом планують чергову аферу. |
| 2             | 2              | Дільничний Юрчик     | Андрій Бурлака | Ілля Дерменжі     | 28 жовтня 2014   | Дільничний Сашко пішов у запой через чисте, як первак, кохання до Віри. А до них у село мала приїхати перевірка, тому Юрчик працює замість нього. Тим часом Яринка працює у магазині замість Віри.                                                                     |
| 3             | 3              | Американська вечірка | Андрій Бурлака | Сергій Бібілов    | 29 жовтня 2014   | Юрчик відмовляється святкувати свій день народження в американському стилі. Але за те, щоб побачити еротичний танець від Яринки, він погоджується на пунш замість горілки. А дільничний запрошує продавчиню Віру на святкування дня народження Юрчика.                 |
| 4             | 4              | Клеопатра            | Андрій Бурлака | Рустем Емірсалієв | 30 жовтня 2014   | Юрчик піклується про свою свиню Клеопатру, щоб вона виграла на ярмарку. А Кум хоче, щоб перемогу здобув його кабанчик, тому він вирішив дізнатися схему, за якою Юрчик годує свою свиню.                                                                               |
| 5             | 5              | Байкери              | Андрій Бурлака | Тарас Стадницький | 2 листопада 2014 | Юрчик вирішив стати байкером та обзавестися байком, щоб подобатися Яринці. А робить він його своїми руками. Продавчиня Віра опинилася у пастці в підсобці магазину, хто буде принцом, що врятує її?                                                                    |
| 6             | 6              | Індиго               | Андрій Бурлака | Віктор Гевко      | 3 листопада 2014 | Юрчик веде себе як дитина, тому Яринка оголосила йому табу на секс на місяць. Віра ворожить Яринці на Юрчика і карти кажуть, що якщо вони цієї ночі зроблять дитину, то вона буде вундеркіндом.                                                                        |
| 7             | 7              | Антена               | Андрій Бурлака | Дмитро Голубєв    | 4 листопада 2014 | Яринка заборонила Юрчику та Куму грати та дивитися футбол через те, що вони м'ячем розбили вікно, тому вони вигадують, як подивитися матч. Дільничний Сашко просить у всіх порад, як сподобатися Вірі, і вирішує їй подарувати графік усіх перевірок на місяць вперед. |
| 8             | 8              | Приворотне зілля     | Андрій Бурлака | Андрій Чивурін    | 5 листопада 2014 | Віра та Яринка випитують у діда Петра рецепт приворотного зілля, щоб закохувати в себе чоловіків з першого погляду. Дівчата готують зілля, але на новий лад. А Юрчик з кумом обговорюють черговий стартап.                                                             |

## Перегляди
| Номер взагалі | Номер в сезоні | Епізод                 | Дата показу      | К-сть переглядів (мільойни) |
| ------------- | -------------- | ---------------------- | ---------------- | --------------------------- |
| 1             | 1              | "Зошит"                | 28 жовтня 2014   | 1.08[джерело?]              |
| 2             | 2              | "Дільничний Юрчик"     | 28 жовтня 2014   | 0.64[джерело?]              |
| 3             | 3              | "Американська вечірка" | 29 жовтня 2014   | 0.82[джерело?]              |
| 4             | 4              | "Клепатра"             | 30 жовтня 2014   | 0.66[джерело?]              |
| 5             | 5              | "Байкери"              | 2 листопада 2014 | 0.60[джерело?]              |
| 6             | 6              | "Індиго"               | 3 листопада 2014 | 0.58[джерело?]              |
| 7             | 7              | "Антена"               | 4 листопада 2014 | 0.58[джерело?]              |
| 8             | 8              | "Приворотне зілля"     | 5 листопада 2014 | 0.63[джерело?]              |